# Brachymystax savinovi
Brachymystax savinovi es una especie de pez teleósteo de la familia Salmonidae.

## Morfología
Los machos pueden alcanzar los 47 cm de longitud total.

## Hábitat
Es un pez marino y de agua dulce, anádromo, de clima templado y bentopelágico.

## Distribución geográfica
Se encuentra desde Kazajistán hasta la cuenca del río Amur.

## Observaciones
Es inofensivo para el ser humano.